# Alfonso Alves
Afonso Alves Martins Júnior, brazilski nogometaš, * 30. januar 1981, Belo Horizonte, Brazilija.

## Klubska kariera

### Zgodnja leta
Afonso Alves je svojo kariero začel pri brazilskem klubu Atlético Mineiro. Leta 2002 je iz Atlética prestopil k švedskemu klubu Örgryte iz Göteborga, dve leti kasneje pa je podpisal pogodbo s švedskim klubom Malmö FF. S tem klubom je istega leta osvojil naslov švedskega prvaka. Tam je ostal do konca sezone 2005 in na 24 nastopih dosegel 14 golov in s tem postal najboljši strelec kluba in drugi najboljši strelec švedske prve lige. 

### Heerenveen
Sezono 2006 je začel pri Malmu, nato pa je za 4,5 milijonov evrov prestopil v nizozemski klub SC Heerenveen. Njegov prestop je bil najdražji v zgodovini tega kluba.  
Po dveh sezonah, ko je bil drugi najboljši strelec švedske prve lige je v sezoni 2007 s 34 goli postal najboljši strelec nizozemske prve lige. Ta rezultat je še vedno klubski rekord. Afonso Alves je postal tako šele tretji brazilec, ki je osvojil naslov najboljšega strelca nizozemske lige. Pred njim je to uspelo le igralcema PSV Eindhovna Romáriu in Ronaldu. Hkrati je postal za Ronaldom šele drugi brazilec, ki je v nizozemski ligi v eni sezoni uspel zadeti več kot tridesetkrat (Ronaldo je v sezoni 1994–95 zabil točno 30 golov). Ti rezultati so Alvesu prinesli drugo mesto v tekmovanju za zlato kopačko, ki je naslov najboljšega nogometaša v Evropi. Le za točko ga je prehitel napadalec AS Rome Francesco Totti.
7. oktobra 2007 je v svojem drugem nastopu sezone dosegel sedem golov, ko je njegov klub z 9:0 premagal Heracles Almelo, kar je postal evropski rekord v številu zadetkov na eni tekmi.

### Middlesbrough
Po več mesecih špekulacij je Alves tik pred koncem prestopnega roka 31. januarja 2008 ob 23:32 podpisal pogodbo z angleškim nogometnim klubom Middlesbrough F.C. Vrednost prestopa ni bila objavljena, objavljeno pa je bilo, da je njegov prestop najdražji v zgodovini kluba. Po predvidevanjih naj bi šlo za 12,7 milijonov funtov, za klub pa je Alves podpisal štiri in pol letno pogodbo. 
5. februarja so mu odobrili delovno vizo, v Teesside pa je prispel naslednji dan. 7. februarja ga je več kot 2000 navijačev pozdravilo na Riverside Stadiumu.
Za klub je prvič nastopil 9. februarja 2008 na tekmi proti Fulhamu, ko je v drugem polčasu zamenjal Lee Dong-Gooka. V prvi postavi je prvič zaigral 27. februarja na tekmi FA pokala proti Sheffield Unitedu. Igral je do 73. minute, Middlesbrough pa je na koncu tekmo dobil z 1:0
Svoja prva dva gola za Middlesbrough je dosegel na Riverside stadionu 6. aprila 2008 na tekmi proti Manchester Unitedu, ki se je končala z rezultatom 2:2.

## Reprezentančna kariera
Alves je bil v brazilsko nogometno reprezentanco prvič vpoklican 17. maja 2007 za prijateljski tekmi proti Angliji in Turčiji. 1. junija je v 72. minuti tekme proti Angliji vstopil namesto Kakája. Kasneje je za reprezentanco zaigral na tekmovanju Copa America 2007 v Venezueli, kjer je Brazilija osvojila pokal. Svoj prvi reprezentančni gol je Alves dosegel 12. septembra 2007 na tekmi proti Mehiki, ki jo je Brazilija dobila s 3:1.

## Statistika
| Klub                          | Sezona  | Eredivisie  | Eredivisie  | KNVB pokal    | KNVB pokal    | Evropa  | Evropa | -       | -    | Skupaj  | Skupaj |
| Klub                          | Sezona  | Nastopi     | Goli        | Nastopi       | Goli          | Nastopi | Goli   | Nastopi | Goli | Nastopi | Goli   |
| ----------------------------- | ------- | ----------- | ----------- | ------------- | ------------- | ------- | ------ | ------- | ---- | ------- | ------ |
| SC Heerenveen                 | 2007-08 | 7           | 11          | 1             | 0             | 1       | 0      | -       | -    | 9       | 11     |
| SC Heerenveen                 | 2006-07 | 31          | 34          | 1             | 0             | 6       | 3      | -       | -    | 38      | 37     |
| Klub                          | Sezona  | Allsvenskan | Allsvenskan | Švedski pokal | Švedski pokal | Evropa  | Evropa | -       | -    | Skupaj  | Skupaj |
| Klub                          | Sezona  | Nastopi     | Goli        | Nastopi       | Goli          | Nastopi | Goli   | Nastopi | Goli | Nastopi | Goli   |
| Malmö FF                      | 2006    | 7           | 3           | 0             | 0             | 0       | 0      | -       | -    | 7       | 3      |
| Malmö FF                      | 2005    | 24          | 14          | 3             | 0             | 6       | 3      | -       | -    | 33      | 17     |
| Malmö FF                      | 2004    | 24          | 12          | 1             | 0             | 2       | 0      | -       | -    | 27      | 12     |
| Örgryte IS                    | 2003    | 21          | 10          | 3             | 3             | 2       | 2      | -       | -    | 26      | 15     |
| Örgryte IS                    | 2002    | 18          | 13          | 0             | 0             | -       | -      | -       | -    | 18      | 13     |
| Skupaj                        |         | 132         | 97          | 9             | 3             | 17      | 8      | -       | -    | 159     | 108    |
| a posodobljeno 1. junija 2007 |         |             |             |               |               |         |        |         |      |         |        |